# Jelly Jamm
Jelly Jamm är en spansk-brittisk tecknad animerad serie för småbarn. Denna serie sänds i Cartoonito.

## Handling
Serie innehåller firande musik, glädje och vänskap. Bello och hans vänner följer med på deras komiska äventyr när de lär sig att leva i harmoni på den magiska planeten Jammbo - musikens hemvist i universum.

## Karaktärer
- Bello - Bello är en röd busig liten pojke. Han följer alltid med på äventyr med sin bästa kompis Goomo. Han är kär i Mina.
- Goomo - Goomo är en magentafärgad pojke som har en hjälm på huvudet. Han är bästis med Bello. Han är kär i Rita.
- Rita - Rita är Bellos lillasyster och är rosa. Hon älskar dodoer. Hon är kär i Goomo.
- Mina - Mina är en blå vetenskapsflicka. Hon bor i sitt laboratorium och gör experiment. Hon är kär i Bello.
- Ongo - Ongo är en tyst lila pojke som inte kan prata människospråk. Men han kan teckna eller visa folk vad han säger.
- Kungen - Kungen är en far i Jammbo.
- Drottningen - Drottningen är en mor i Jammbo.

## Dubbning

### Amerikanska röstskådespelare
Bello - Robbie Daymond i PBS Kids och Disney Channel/ Zachary Gordon i Disney Junior
Mina - Harley Faith Negrin i PBS Kids och Disney Channel/ Lara Jill Miller i Disney Junior
Rita - Sam Lavagnino i PBS Kids och Disney Channel/ Tara Strong i Disney Junior
Goomo - Jack Mcbayer i PBS Kids och Disney Channel/ Jack Sansom i Disney Junior
Kungen - Okänt 
Drottningen - Kristen Schaal i PBS Kids och Disney Channel/ Nicole Oliver i Disney Junior

### Svenska röstskådespelare
Okänt